# Matilde Fernández
Matilde Fernández Sanz (Madrid, 24 de enero de 1950) es una política y sindicalista española, miembro del Partido Socialista Obrero Español. Desde 2017 preside el Comité español de ACNUR.
Fue secretaria general de la Federación Estatal de Industrias Químicas y Energéticas de UGT (1977-1988). En 1984 fue elegida miembro de la Comisión Ejecutiva del PSOE y Secretaria de la Mujer impulsando la introducción de las cuotas de mujeres en un porcentaje no inferior al 25 % para todos los órganos de dirección del partido aprobadas en 1988.
Fue Ministra de Asuntos Sociales de España (1988-1993) en el cuarto gobierno socialista de Felipe González convirtiéndose junto a Rosa Conde en las primeras mujeres que formaron parte de un ejecutivo socialista presidido por González. En el año 2000 ella y Rosa Díez fueron las primeras mujeres que aspiraron a liderar el socialismo español presentando sus candidaturas a la Secretaría General del PSOE.
Ha sido diputada nacional por Cantabria (1989-2000) concejala del Ayuntamiento de Madrid (1999-2003), diputada autonómica de la Asamblea de Madrid (2003-2015) y senadora por la Comunidad de Madrid (2008-2011).

## Biografía
Licenciada en Filosofía y Letras (Psicología) por la Universidad Complutense de Madrid. Su abuelo materno era socialista y su madre había pertenecido a las Juventudes Socialistas. Trabajó como psicóloga industrial durante 15 años en diferentes empresas.

### Trayectoria política e institucional
Ingresó en el Partido Socialista Obrero Español en 1973. Un año antes, en 1972 había ingresado en la UGT. En la clandestinidad a la dictadura franquista, desarrolló la mayor parte de su trabajo en el ámbito sindical, llegando a ser secretaria general de la Federación Estatal de Industrias Químicas y Energéticas de UGT desde su legalización en 1977 hasta 1988.
En el XXX Congreso del PSOE celebrado en diciembre de 1984 fue elegida miembro de la Comisión Ejecutiva Federal (1984 -1997) situándose al frente de la Secretaría de la Mujer. Defensora de la incorporación de las mujeres en los puestos de dirección del sindicato y del partido, su trabajo al frente de la secretaría de la mujer fue clave para que enero de1988 en el XXXI Congreso del PSOE se aprobara un sistema de cuotas de representación de mujeres en un porcentaje no inferior al 25 % para todos los órganos de dirección del partido en todos sus niveles. La obligación se convertía en voluntad para la elaboración de las listas electorales y así se plasmó en los estatutos del partido.
En julio de 1988 formó parte del segundo y tercer gabinete de gobierno de Felipe González (1986-1989). (1989-1993) Su nombramiento como Ministra de Asuntos Sociales junto al de Rosa Conde como portavoz del gobierno supuso la incorporación por primera vez de mujeres en un gobierno socialista presidido por González.
Otros cargos institucionales que Fernández ha asumido posteriormente han sido el de diputada al Congreso por Cantabria durante cuatro legislaturas, de 1989 a 2000, concejala en el Ayuntamiento de Madrid (1999-2003), el de diputada autonómica de la Asamblea de Madrid (2003-2015) y el de senadora por la Comunidad de Madrid (2008-2011). Ha sido también representante en el Consejo de Europa y vicepresidenta de la Internacional Socialista de Mujeres.
En junio de 1997 asumió la presidencia del Partido Socialista de Cantabria-PSOE. El 22 de julio de 2000 se presentó como candidata a la secretaría general del PSOE, junto a José Bono, Rosa Díez y José Luis Rodríguez Zapatero, el cual finalmente sería elegido. Matilde Fernández quedó en tercera posición como representante del sector conocido entonces como "guerrista". En 2010 apoyó a Tomás Gómez en las primarias de 2010 en el PSM.

### Activista
Ha formado parte del patronato de varias fundaciones y ONGs, como Solidaridad Internacional o Fundación Españoles por el Mundo. Desde 2007 forma parte de la junta directiva del Comité español de ACNUR, organización que preside desde 2017 y de la que ha sido también vicepresidenta.
En 2020 fue una de las firmantes del manifiesto para exigir al Gobierno el cese "inmediato" de las devoluciones en caliente.

### Orden Masónica Mixta Internacional El Derecho Humano
Su abuelo materno era masón. En una conferencia celebrada en Oviedo, invitada por la logia ovetense Progreso 1850 con motivo de su entrega anual de premios, Matilde Fernández mostró su extrañeza de que las órdenes masonas de influencia británica, que representan la mayoría, sigan sin admitir mujeres. En su conferencia, señaló que uno de sus principales referencias políticas y vitales es Clara Campoamor, también masona.
Miembro de la Federación Española de la Orden Masónica Mixta Internacional Le Droit Humain-El Derecho Humano. El 8 de marzo de 2014, Día Internacional de la Mujer, Matilde Fernández apareció públicamente junto a otros masones vistiendo con los rituales propios de la orden para defender que "la masonería defiende las causas de progreso, como los derechos de la mujer".

## Cargos desempeñados
- Ministra de Asuntos Sociales. (1988-1993)
- Diputada por Cantabria en el Congreso de los Diputados (1989-2000).
- Concejala en el Ayuntamiento de Madrid. (1999-2003)
- Diputada en la Asamblea de Madrid. (Desde 2003)
- Portavoz del PSOE en la Asamblea de Madrid. (2007)
- Senadora designada por la Asamblea de Madrid. (2008-2011)

## Premios y reconocimientos
- 2008 Premio Mujeres Progresistas, otorgado por la Federación de Mujeres Progresistas.[10]
- 2009 Premio Purificación Tomás, otorgado por la Agrupación Socialista de Oviedo.[11]
- 2009 Premio Compromiso, otorgado por la Agrupación Socialista de Rivas-Vaciamadrid.[12]
- 2011 Premio Rosa Roja.[13]
- 2016 Premio Adela Cupido a la Igualdad.[14]
- 2019 Premios de la Rosa de PSOE de San Fernando, en su quinta edición.[15]
- 2020 Premio Avanzando en Igualdad , en su XIII edición, otorgado por la Federación de Empleadas y Empleados Públicos de UGT-PV.[16]
- 2020 Insignia de oro y mención honorífica al trabajo por la Libertad, la Justicia, la Solidaridad y la Igualdad que otorga UGT Extremadura.[17]